# Mart Visser

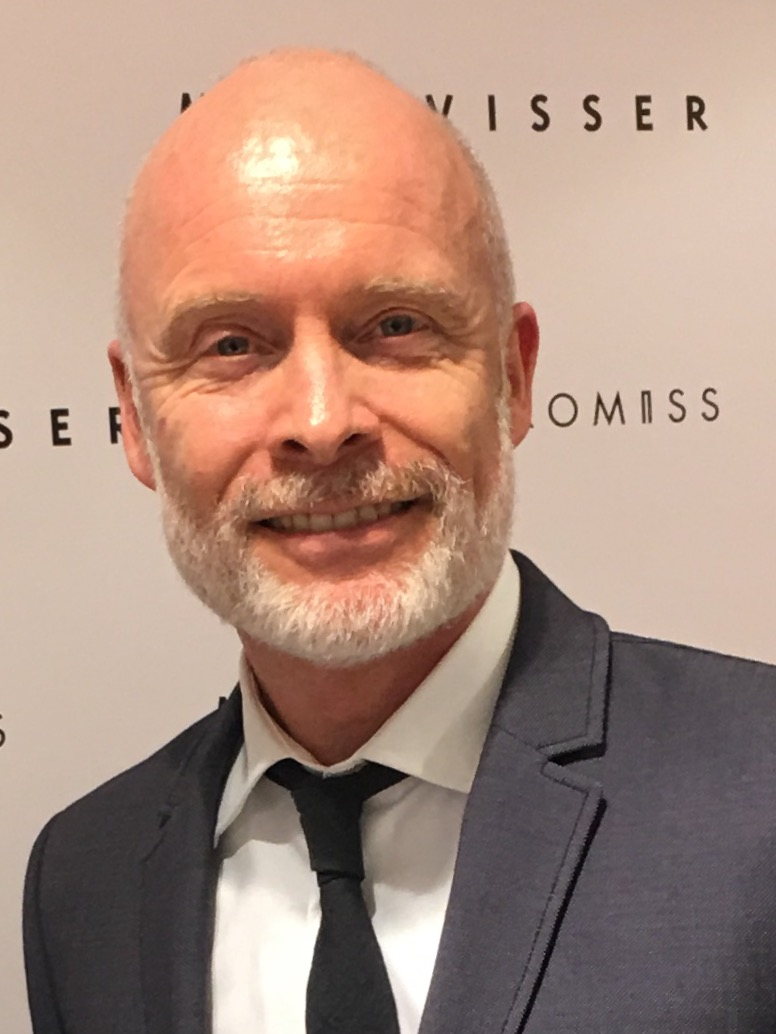
Mart Visser

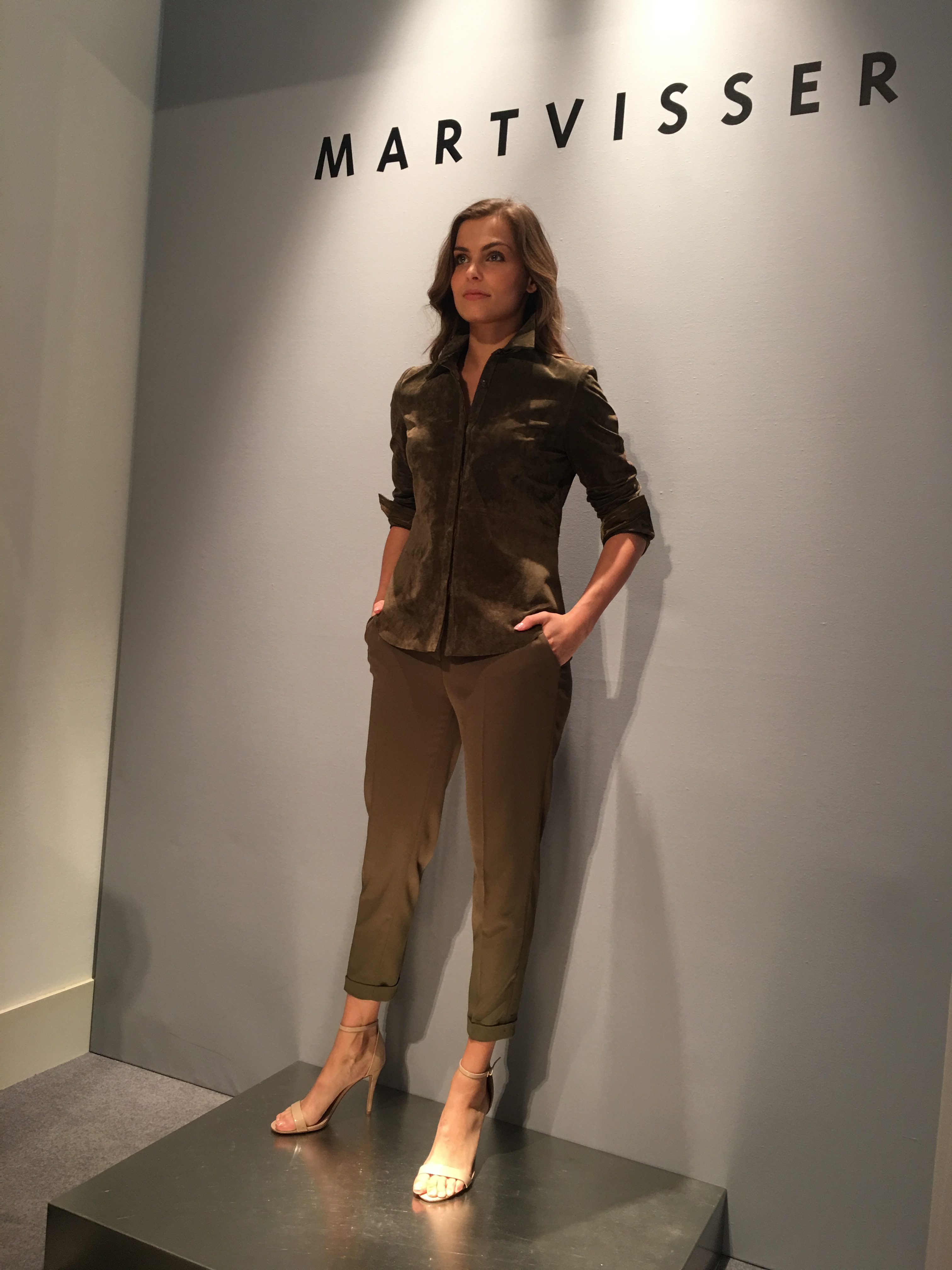
Voorbeeld collectie prêt-à-porter (2017)

Mart Visser (Sleeuwijk, 10 juli 1968) is een Nederlands modeontwerper en beeldend kunstenaar.
Hij groeide op in Sleeuwijk. Hij volgde tussen 1988 en 1992 een opleiding aan de Hogeschool van Amsterdam, onderdeel "Modeacademie Charles Montaigne" en het Saga International Design Centre in Kopenhagen. Hij was daarbij tevens assistent van Frans Molenaar. In het seizoen 1992/1993 liep hij stage bij Anne Klein in New York en Koos van den Akker.
Visser debuteerde met zijn eerste haute-couture-collectie in 1993 en komt sindsdien tweejaarlijks met een nieuwe collectie. Daarnaast presenteerde hij in 2003 zijn eerste collectie van prêt-a-porter (confectiekleding). Naast kleding ontwerpt hij ook schoenen, tassen en brillen. Ook produceert hij bedrijfskleding, onder andere voor KLM en Koninklijk Concertgebouw Amsterdam. Zijn kantoor is gevestigd aan de Luchtvaartstraat in Amsterdam. Zijn bedrijf MV Design BV, dat hij samen met broer Ernst Visser voert, had zo'n 40 medewerkers, in 2023 zijn daar dertien van over.
In 2003/2004 presenteerde het Gemeentemuseum Den Haag een overzichtstentoonstelling van zijn werk, onder de naam Mart Visser Haute Couture. Rond diezelfde tijd verscheen een gelijknamig boek over Visser. In 2022 exposeerde Visser als beeldend kunstenaar met een overzichtstentoonstelling in museum Beelden aan Zee in Scheveningen met ruim honderd sculpturen en tachtig reliëfs, schilderijen en installaties.
Dierenrechtenorganisaties hebben Visser bekritiseerd vanwege het gebruik van bont in zijn collecties. Bont voor Dieren organiseert regelmatig demonstraties en andere acties om te protesteren tegen Vissers gebruik van bont. Zo plakte de groep in 1999 en 2003 zijn winkel dicht met actieposters. Op 5 januari 2016 werd Mart Visser uitgeroepen tot 'Dom Bontje 2015'  in een jaarlijkse publieksverkiezing van de Bont voor Dieren.
In 2023 was de documentaire Mart Visser van Marius Looijmans te zien. Hij was dan al vier jaar gestopt met haute couture en wijdde zich aan andere vorm van kunst.
Visser is een zoon van Marry Visser-van Doorn, die van 1997 tot 2002 namens het CDA deel uitmaakte van de Tweede Kamer. Visser is gehuwd met zijn partner Job.